# Dienstwohngebäude des Divisionskommandos

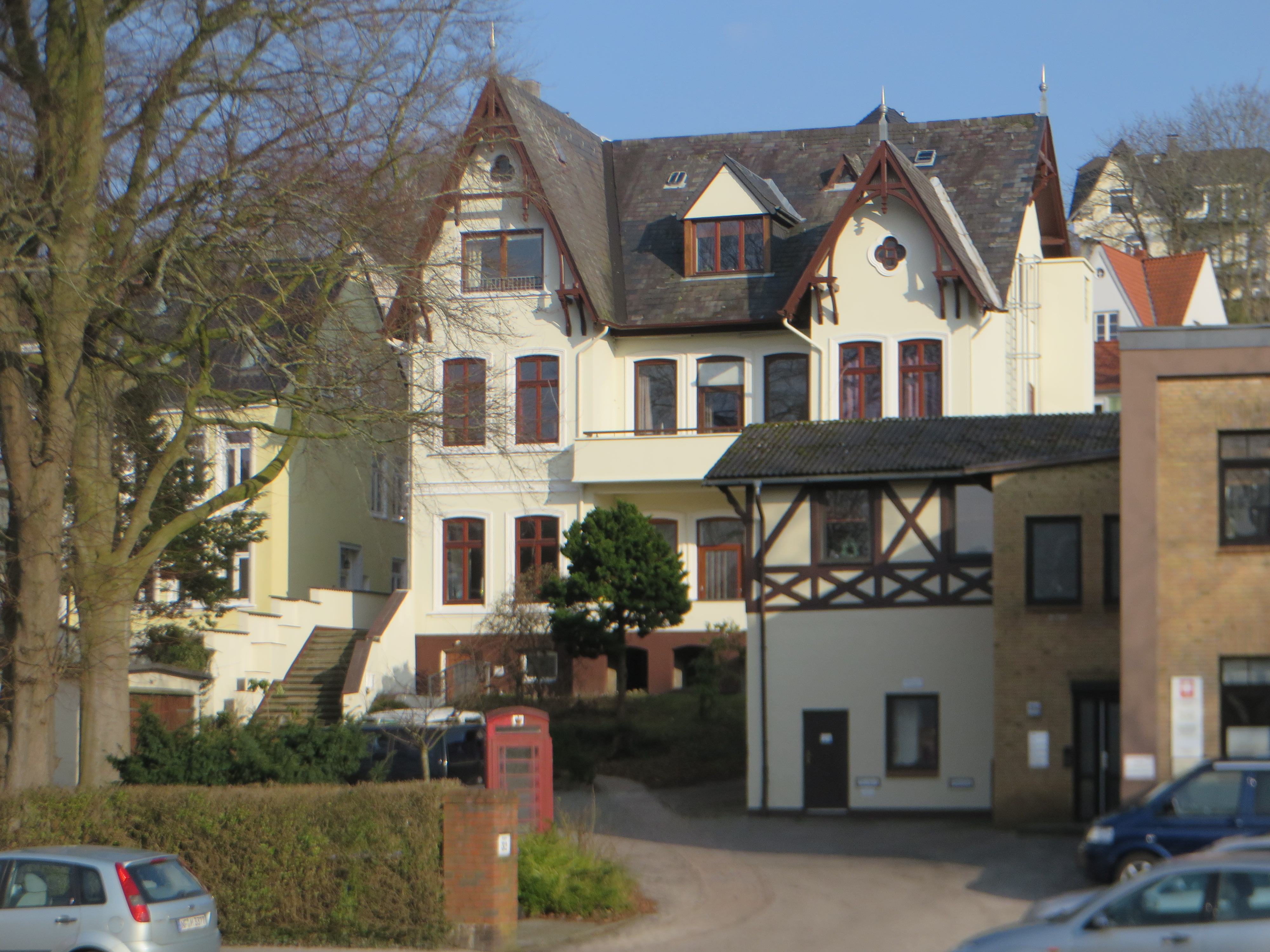
Dienstwohngebäude des Divisionskommandos

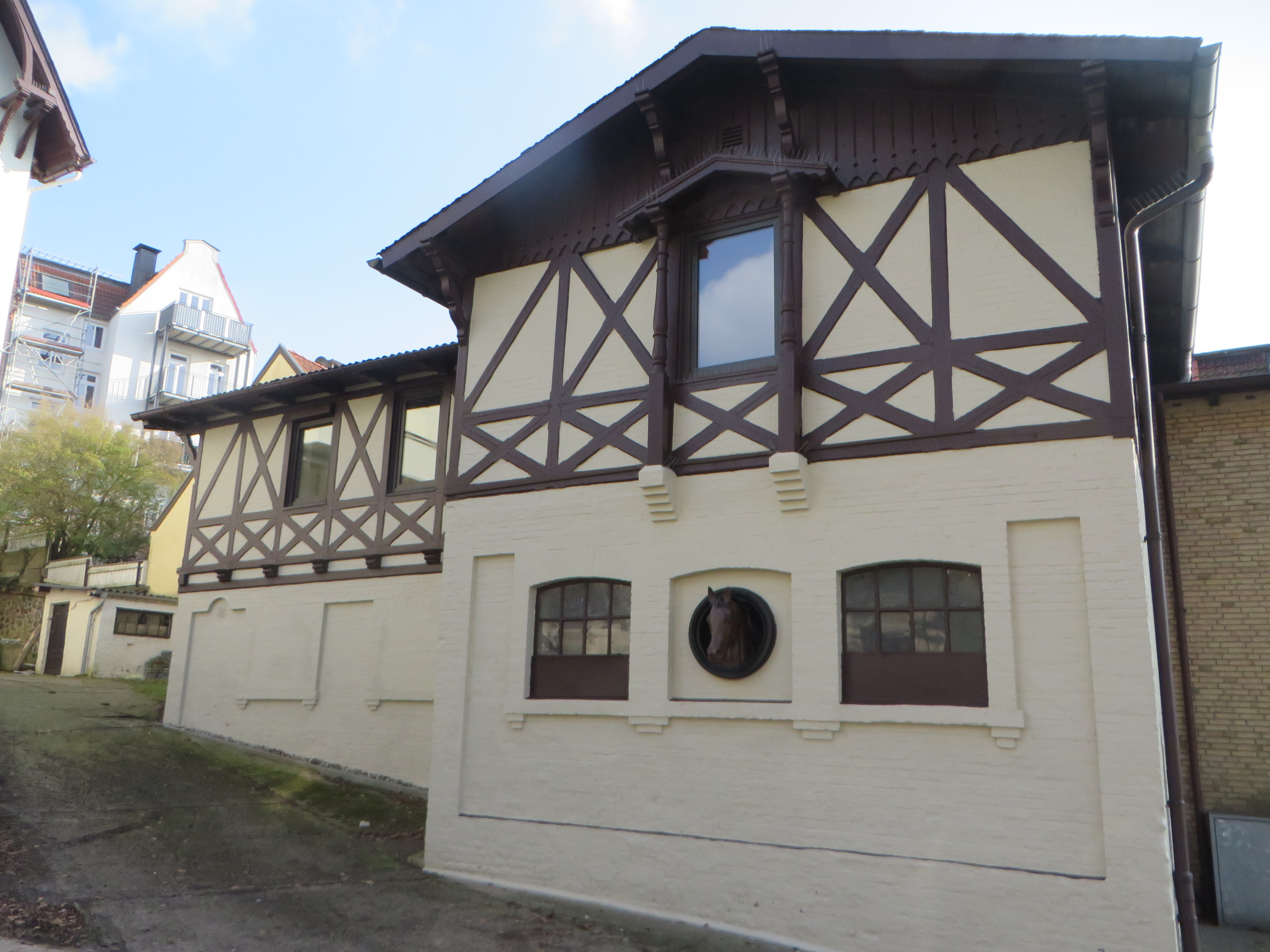
Das Stallgebäude von der Nordseite

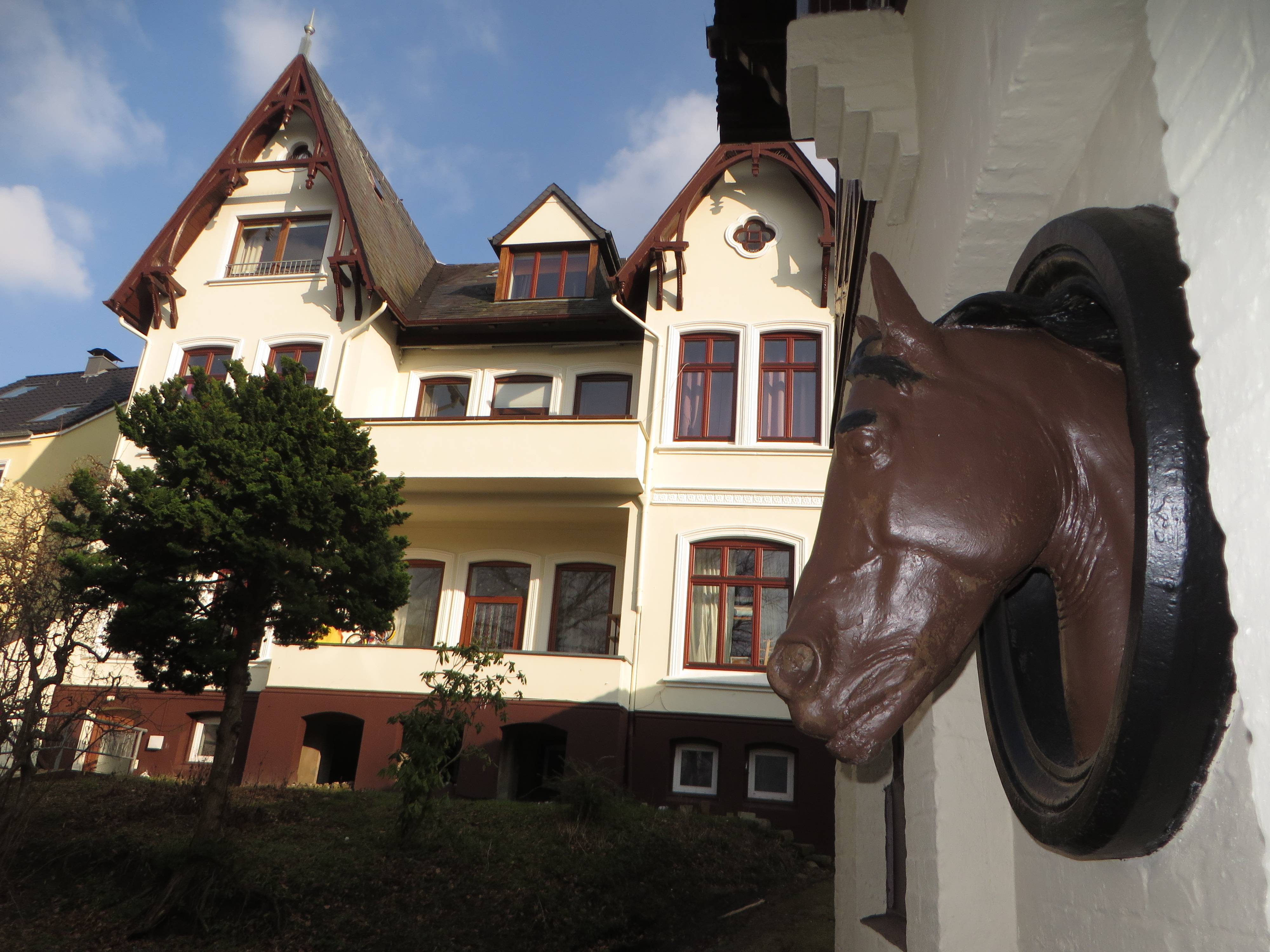
Pferdekopf am Stallgebäude

Das Dienstwohngebäude des Divisionskommandos in Flensburg-Jürgensby wurde im 19. Jahrhundert errichtet. Das heute zivil umgenutzte Gebäude mit der Adresse Hafendamm 32 ist das Einzige der ursprünglich militärisch genutzten Gebäude aus der Kaiserzeit in der Stadt, das sich innenstadtnah befindet und am Flensburger Innenhafen liegt. Es gehört zu den Kulturdenkmalen der Stadt.

## Lage
Das Gebäude wurde auf der Ostseite der Stadt unterhalb des Hangs des sogenannten Kapitänsviertels gebaut. Während der Kaiserzeit befanden sich Teile einer Preußischen Division in der Fördestadt. Das zugehörige Füsilier-Regiment „Königin“ (Schleswig-Holsteinisches) Nr. 86 war in der 1876/77 errichteten Duburg-Kaserne sowie in der 1893–1897 errichteten Junkerhohlweg-Kaserne untergebracht. (1914 unterstand das besagte Regiment der 18. Division.) Seit Anfang des 20. Jahrhunderts, einer Zeit, in der die Stadt stark wuchs (vgl. Einwohnerentwicklung von Flensburg), wurden zudem im Vorort Mürwik verstärkt militärische Gebäude für die Kaiserliche Marine errichtet. Im Gegensatz zu den militärischen Anlagen in Mürwik und der Duburg-Kaserne mit der Junkerhohlweg-Kaserne lag das Dienstwohngebäude des Divisionskommandos sehr zentral in der Stadt. Unweit befanden sich unter anderem die Bahnanlagen mit dem Flensburger Bahnhof und dem Flensburger Kreisbahnhof sowie die Schienen der Flensburger Hafenbahn. Für die Soldaten der Torpedostation und der Marineschule Mürwik wurden im Übrigen zeitweise die Verkehrsboote „Grauer Esel“ und der Dampfer „Wiking“ eingesetzt, damit sie die Innenstadt erreichten, denn der Straßenzustand nach Mürwik war zunächst noch sehr schlecht. Die Hauptverkehrsstraße dorthin wurde erst bis 1912 angelegt. Die Soldaten aus dem Bereich der Duburg-Kaserne hatten es, auf Grund schon existierender gut ausgebauter Straßen und eines kürzeren Weges offensichtlich leichter, die Innenstadt zu erreichen.

## Hintergrund
Das Gebäude mit der Adresse Hafendamm 32 wurde offenbar im 19. Jahrhundert als zweigeschossiger, in unterschiedlicher Weise zergliederter Putzbau im Landhausstil errichtet. 1906/1907 wurde das Gebäude offenbar renoviert. In diesem Zusammenhang ist der Baurat Arendt vom Militärbauamt Rensburg überliefert. Spätestens seit dieser Zeit diente das Gebäude als Dienstwohngebäude des Divisionskommandos. Vor dem Gebäude, zur Straße Hafendamm hin, wurde offenbar schon damals ein parkartiges Vorgartengelände angelegt. Außerdem wurde noch das zum Komplex gehörige Stallgebäude Hafendamm 31 a (Lage) gebaut. Das L-förmige Stallgebäude besitzt eine Remise. Das Obergeschoss des besagten Gebäudes zeichnet sich durch Fachwerk aus. Der einstige Stallbereich ist noch heute an einem vollplastischen Pferdekopf erkennbar.
Die beiden Gebäude werden heute zivil genutzt. Dort richteten sich in jüngerer Zeit soziale Einrichtungen ein, wie beispielsweise die Fair Play GmbH, das Helmuth Scharnowski Kinder- und Jugendheim sowie die Caritas.